# روكا دي كامبيو
روكا دي كامبيو (بالإيطالية: Rocca di Cambio)‏ هي بلدية في مقاطعة لاكويلا في إقليم أبروتسو الإيطالي.

## السكان
في سنة 1861 بلغ عدد السكان 954 نسمة، وتطور العدد ليصل في سنة 2011 لـ 504 نسمة.
يظهر هذا المخطط البياني تطور النمو السكاني لـ روكا دي كامبيو

## توأمة
لروكا دي كامبيو اتفاقيات توأمة مع:
- ساس-فيي